# Fábio Coentrão
Fábio Alexandre da Silva Coentrão, ou plus simplement Fábio Coentrão, né le 11 mars 1988 à Vila do Conde au Portugal, est un footballeur international portugais qui évoluait au poste de latéral gauche.

## Biographie

### Carrière en club

#### Les débuts
Fábio Coentrão fait ses débuts dans le monde du football, au sein du Rio Ave FC, le club de sa ville natale où il fait toute sa formation avant de débuter très précocement en équipe première, à l'âge de 17 ans, lors de la saison 2004-2005 en première division portugaise. Cette saison-là, il fera joue un match.
Lors de sa seconde saison, en 2005-2006, Rio Ave va moins bien en championnat et Fábio Coentrão ne s'impose toujours pas, bien qu'il participe à 3 matchs de Liga Sagres. L'avenir en seconde division, la Liga Vitalis, se prépare et Fábio Coentrão est proposé au RC Lens et au Toulouse FC qui choisissent de ne pas acheter le latéral gauche pour un montant inférieur à un million d'euros, le jugeant trop faible pour la Ligue 1.
Pour sa troisième saison, en 2006-2007, Rio Ave est favori pour remonter directement au plus haut niveau du football portugais. Cependant, le club termine à la troisième place, n'obtenant pas son ticket pour la Liga Sagres. Si la saison reste décevante avec cette montée manquée de très peu, Fábio Coentrão a enfin réussi à s'imposer sur son aile gauche mais aussi à s'affirmer comme l'un des grands espoirs du football portugais.
Il est ainsi au centre de toutes les attentions lors du mercato d'été 2007. De nombreux clubs se renseignent à son sujet dont le Sporting Portugal, le Benfica Lisbonne, le Bayern Munich, Manchester United, Chelsea ou encore le Real Madrid.

#### L'arrivée au Benfica Lisbonne
En juillet 2007, à 19 ans, il signe pour le géant portugais, Benfica, dirigé par le président Luís Filipe Vieira. Les six premiers mois sont difficiles pour l'espoir qu'il est, n'entrant pas encore dans les plans de son entraîneur, l'Espagnol José Antonio Camacho, qui ne l'utilise qu'à 3 reprises (2 fois titulaire) en Liga Sagres.
Il découvre rapidement la Ligue des champions puisque le 14 août 2007, son entraîneur le fait jouer 45 minutes lors du match Benfica - FC Copenhague (victoire 2-1) au Estádio da Luz pour son premier match officiel avec les "Encarnados".
Lors de ces premiers mois passés dans la capitale portugaise, il a notamment pu progresser en fréquentant quotidiennement des joueurs de renom tels que les Brésiliens Léo et  Luisão, les Grecs Giorgos Karagounis et Kóstas Katsouránis, l'Uruguayen Cristian Rodríguez, les Argentins Ángel Di María et Gonzalo Bergessio, le Paraguayen Óscar Cardozo, ainsi que les Portugais Petit, Nuno Gomes et la légende Rui Costa.

#### Passage à Madère
En janvier 2008, conscient qu'il a besoin de jouer, il part en prêt au CD Nacional, club de la ville de Funchal (Madère). Là, il participe à 16 matchs de championnat, marquant 4 buts (dont un doublé contre le FC Porto) pour autant de passes décisives.
Lors de la saison suivante, en 2008-2009, il n'entre toujours pas dans les plans du nouvel entraîneur du club lisboète, Quique Sánchez Flores. De nouveau, il est prêté.

#### Première expérience à l'étranger
Alors qu'il est à deux doigts de signer en faveur du Feyenoord Rotterdam, un club espagnol, le Real Saragosse, tout juste relégué en deuxième division, annonce le 17 juillet 2008, qu'un accord a été trouvé avec Benfica concernant le transfert de Pablo Aimar qui signera 4 ans. En échange, le club espagnol obtient le prêt du jeune Fábio.
Malheureusement, tout ne se passera pas comme prévu pour le Portugais de 20 ans, dont l'entraîneur, Marcelino, n'a jamais vraiment souhaité la venue. Il ne participera qu'à une seule rencontre de championnat en 40 mois (8 minutes de jeu en match officiel) et de nombreuses spéculations autour de sa vie privée seront révélées. Fábio a une vie nocturne agitée (sortie en boite de nuit, conquêtes, etc.), révélée par les médias ibériques[réf. nécessaire]. Son club lui infligera une amende de 6 000 euros.
Ainsi en janvier 2009, il trouve un accord avec ses dirigeants pour mettre un terme à son prêt. Quique Sánchez Flores, toujours peu enclin à l'intégrer à l'équipe première lisboète, Fábio et Benfica envisagent un nouveau prêt.
Cette fois encore, Fábio aura eu l'opportunité de travailler aux côtés de joueurs célèbres dans le monde du football, les Argentins Roberto Ayala et Leonardo Ponzio, et les Brésiliens Ewerthon et Ricardo Oliveira en tête.

#### Retour au Portugal
Fin janvier 2009, il est prêté jusqu'à la fin de saison à son club formateur, Rio Ave. En seize matchs de Liga Sagres, il marque trois buts (dont un contre le FC Porto) et donne quatre passes décisives.

#### La consécration avec le Benfica
Le nouvel entraîneur de Benfica, Jorge Jesus compte l'utiliser dès le début de la saison. Fábio Coentrão participe aux matchs de pré-saison. Jorge Jesus le fait reculer d'un cran, au poste d'arrière latéral gauche. Après quelques bonnes prestations, Benfica décide de lui offrir un nouveau contrat. Il prolonge le 28 octobre 2009 jusqu'en juin 2015, avec un salaire augmenté et un contrat assorti d'une clause de départ de 30 millions d'euros.
Vingt-six matchs de Liga Sagres et huit passes décisives plus tard, il obtient son premier titre de champion du Portugal. Il gagne également cette saison-là la Coupe de la Ligue portugaise de football lors d'une finale remportée face au grand rival, le FC Porto, sur le score de 3-0.
Fábio Coentrão participe également à 13 matchs de Ligue Europa (1 but). Benfica atteint les quarts de finale de cette compétition après avoir éliminé tour à tour, les Ukrainiens de Vorskla, les Biélorusses de BATE, les Grecs de l'AEK Athènes, les Anglais d'Everton, les Allemands du Hertha Berlin ainsi que les Français de l'Olympique de Marseille. En quart, Fábio Coentrão et ses coéquipiers tombent sur plus forts qu'eux, malgré une victoire lors du match aller sur les Anglais de Liverpool.
Alors qu'il n'était qu'un jeune parmi les jeunes en débuts de saison, il fait aujourd'hui partie des leaders de Benfica au même titre que ses coéquipiers presque tous internationaux tels les Brésiliens Luisão, David Luiz (transféré à Chelsea en janvier 2011) et Ramires, les Argentins Ángel Di María (parti pour le Real Madrid), le Paraguayen Óscar Cardozo, et les Portugais Quim et Nuno Gomes.
En outre, ses performances durant la Ligue Europa 2009-2010 et la Coupe du monde 2010 en Afrique du Sud attirent l'attention du public et de nombreux clubs, dont Chelsea et le Real Madrid. 
Après cette saison réussie, Fábio Coentrão redevient attractif aux yeux des plus grands clubs. Principal intéressé, le Real Madrid dont le nouvel entraîneur, le Portugais José Mourinho, cherche un latéral gauche de niveau international pour pallier l’éventuel départ de Marcelo et/ou Drenthe. Cependant Benfica ne compte pas laisser partir son nouvel international. Néanmoins, un rival de taille, Chelsea, semble également intéressé par la venue du jeune international portugais afin de pallier l'éventuel départ de l'arrière latéral Ashley Cole vers le Real Madrid de José Mourinho mais qui finalement après de longue négociations restera bien à Chelsea.
Lors de cette saison, Coentrão inscrit son premier doublé en Ligue des champions face à l'Olympique lyonnais, doublé qui contribuera fortement à la victoire de son équipe 4 à 3.

#### Au Real Madrid

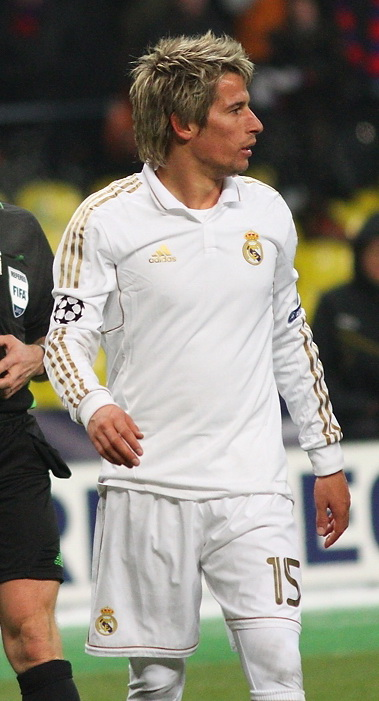
Fábio Coentrão au Real Madrid en 2012.

Le 5 juillet 2011, le Real Madrid annonce le transfert officiel de Fábio qui était courtisé par Arsenal et AC Milan ; l'opération a coûté environ 30 millions d'euros, selon Marca. Le contrat lie Coentrão à son nouveau club pour une durée de six ans.
Lors de son premier match avec le Real Madrid en amical face aux Los Angeles Galaxy, Coentrão impressionne par sa qualité de centre, sa précision et ses dribbles fulgurants.
Son transfert est sujet à controverse en Espagne en raison d'un rendement insuffisant par rapport aux 30 millions d'euros nécessaires pour l'acquérir. Au 16 avril il a disputé vingt-cinq matchs, preuve qu'il est régulièrement utilisé par son entraîneur. D'ailleurs Mourinho le préfère souvent à Marcelo dans les matchs à priori compliqués (clasicos, matchs à l'extérieur en ligue des champions.. etc). Si Coentrao a tendance à se montrer plus rassurant défensivement que son concurrent Marcelo, son apport offensif est jugé trop faible.
Le 24 mai 2014 il remporte la Ligue des champions avec le Real Madrid face a l'Atlético Madrid (4-1).
Entre blessures et problèmes extra-sportifs, il n'aura que très rarement été au niveau attendu, avec 18 blessures au total pendant les quatre années passées au Real Madrid avant son prêt à l'AS Monaco.

#### Prêt à l'AS Monaco
Le 26 août 2015, l'AS Monaco annonce son arrivée sous la forme d'un prêt.

#### Prêt au Sporting Clube de Portugal
Le 20 juin 2017, le président du Real Madrid Florentino Perez annonce le prêt de Fabio Coentrao  au Sporting club de Portugal. Après une année passée à Lisbonne et il a disputé 44 matchs. Le latéral gauche portugais voudrait donc résilier son contrat avec le Real Madrid et obtenir un chèque de 4 M€ qui correspond au salaire qu'il est censé toucher sur sa dernière année de contrat. 

#### Retour au club formateur à Rio Ave
En 2018, il est prêté une saison Rio Ave. Un retour au bercail pour le natif de Vila do Conde, formé au club. il est titulaire lors des deux dernières journées de Liga NOS. Aligné milieu offensif gauche pendant 63 minutes de jeu, il avait été salué pour « sa bravoure et son intelligence », étant crédité d'un 6/10 dans les colonnes de O Jogo. Des premiers pas encourageants qu'il a confirmés face au Sporting Braga (1-1, 7e journée). Une nouvelle fois titulaire, milieu offensif droit cette fois, l'ancien pensionnaire de l'AS Monaco a cette fois joué 81 minutes, se montrant déjà décisif en offrant le but de l'égalisation à Gelson Dala (34e). « Il a joué milieu offensif droit. Il a été un danger constant quand il rentrait dans l'axe. C'est d'ailleurs comme ça qu'il sert Dala sur le but », a salué Record, l'élisant même homme du match.
Après un an d'inactivité, le gaucher a choisi de rechausser les crampons. Il s'est officiellement engagé pour un an pour la saison 2020-2021.

### Carrière en équipe nationale

#### Sélections de jeunes
Fábio a fréquenté à peu près toutes les équipes de jeunes du Portugal. En 2007, il participe à la coupe de Madère, coupe dont il termine meilleur buteur avant d'être élu « meilleur joueur de la compétition ». La même année, il participe à la coupe du monde des moins de 20 ans au Canada où il jouera 3 matchs et distillera notamment deux passes décisives. Le Portugal ne brillera pas vraiment et sera éliminé en huitièmes de finale par l'Espagne.
Toujours en 2007, il fera ses débuts avec les espoirs portugais.

#### Débuts chez les A
Au début de la saison 2009-2010, alors qu'il vient de s'imposer au sein de la défense de Benfica, Carlos Queiroz le sélectionneur national de l'équipe principale du Portugal s'intéresse à lui et l'observe à plusieurs reprises. La Selecção das Quinas est à la recherche d'un arrière gauche de talent depuis la retraite de Nuno Valente.

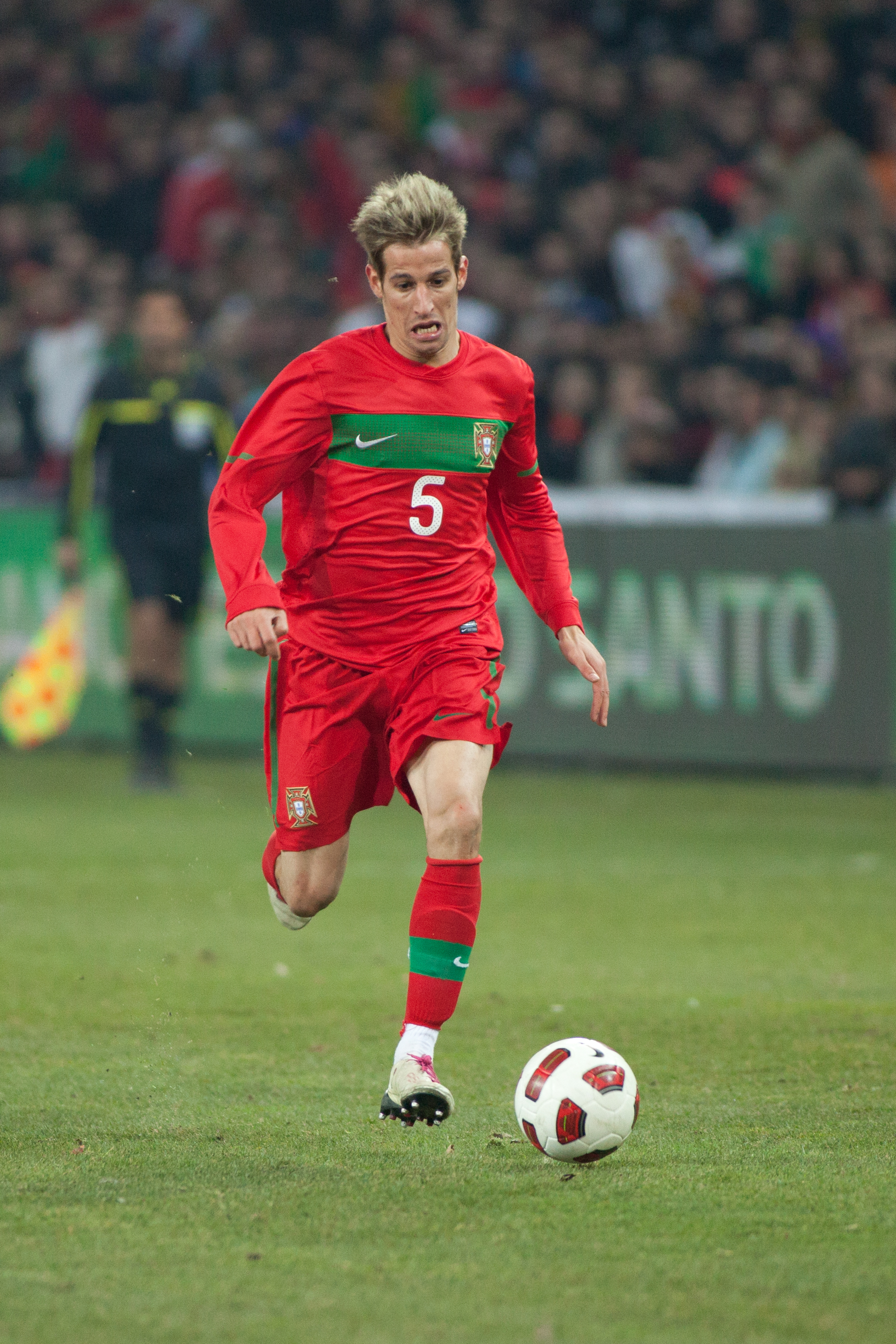
Coentrão en équipe du Portugal en 2011.

Ainsi, Carlos Queiroz l'appelle pour la première fois afin de participer à un duel historique contre la Bosnie-Herzégovine. En cas de victoire, il enverrait le Portugal à la Coupe du monde 2010 en Afrique du Sud.
Le 8 novembre 2009, alors que le Portugal l'a emporté 1-0 à l'aller quelques jours plus tôt, il doit encore jouer le match retour au Estádio da Luz. C'est lors de ce match, de nouveau gagné 1-0 par les Lusitaniens que Fábio fera ses grands débuts internationaux en entrant à la 69e minute à la place du Mancunien Nani. La Selecção ira en Afrique du Sud.
Fin mai 2010, Carlos Queiroz annonce que Fábio sera de la partie, et titulaire. Il participe aux matchs de préparation contre le Cap-Vert (0-0), le Cameroun (victoire 3-1) et le Mozambique (victoire 3-0).

#### Coupe du monde 2010
Le Portugal affrontera au premier tour, la Côte d'Ivoire, la Corée du Nord ainsi que le meilleur ennemi, le Brésil.
Fábio fait ses grands débuts en Coupe du monde le 15 juin 2010, numéro 23 dans le dos, lors du match nul 0-0 entre le Portugal et la Côte d'Ivoire. Le 21 juin 2010, il joue son second match dans la compétition reine face à la Corée du Nord avec à la clef, une victoire historique pour le Portugal sur le score fleuve de 7-0, score assurant presque grâce à la différence de buts, la qualification aux Lusitaniens.
Lors du troisième match contre le Brésil, Fábio réussit un très grand match, tenant la dragée haute à ses opposants directs, Maicon et Dani Alves. Le Portugal aura de nombreuses occasions et Cristiano Ronaldo sera élu « homme du match » mais le score restera nul et vierge, 0-0.
La Selecção das Quinas termine à la deuxième place de son groupe avec 5 points, seulement précédée par le Brésil, 7 points. La Côte d'Ivoire et la Corée du Nord terminent respectivement aux troisième et quatrième places, ce qui est synonyme d'élimination.
Le 29 juin 2010, en huitièmes de finale, le Portugal affrontera un autre rival historique, l'Espagne. Fábio sera comme à son habitude, titularisé par son sélectionneur. Malheureusement la Coupe du monde 2010 s'arrêtera là pour le Portugal et Fábio. L'Espagne l'emportera finalement sur le score de 1-0, grâce à une réalisation de son attaquant vedette, David Villa.
Coentrão participe à l'Euro 2012. Son parcours s'arrête en demi-finales aux tirs au but contre l'Espagne. Cependant il a été très bon pendant la compétition.

## Statistiques

### Statistiques détaillées
| Saison                | Club                  | Championnat           | Championnat | Championnat | Coupe(s) nationale(s) | Coupe(s) nationale(s) | Supercoupe | Supercoupe | Compétition(s) continentale(s) | Compétition(s) continentale(s) | Compétition(s) continentale(s) | Supercoupe UEFA | Supercoupe UEFA | Coupe du monde des clubs | Coupe du monde des clubs | Portugal | Portugal | Total | Total |
| Saison                | Club                  | Division              | M.          | B.          | M.                    | B.                    | M.         | B.         | Comp.                          | M.                             | B.                             | M.              | B.              | M.                       | B.                       | M.       | B.       | M.    | B.    |
| 2004-2005             | Rio Ave FC            | Liga Sagres           | 1           | 0           | -                     | -                     | -          | -          | -                              | -                              | -                              | -               | -               | -                        | -                        | -        | -        | 1     | 0     |
| 2005-2006             | Rio Ave FC            | Liga Sagres           | 3           | 1           | 1                     | 0                     | -          | -          | -                              | -                              | -                              | -               | -               | -                        | -                        | -        | -        | 4     | 1     |
| 2006-2007             | Rio Ave FC            | Liga de Honra (D2)    | 25          | 4           | 2                     | 0                     | -          | -          | -                              | -                              | -                              | -               | -               | -                        | -                        | -        | -        | 27    | 4     |
| Sous-total            | Sous-total            | Sous-total            | 29          | 5           | 3                     | 0                     | -          | -          | -                              | -                              | -                              | -               | -               | -                        | -                        | -        | -        | 32    | 5     |
| 2007-2008             | Benfica Lisbonne      | Liga Sagres           | 3           | 0           | 3                     | 0                     | -          | -          | C1                             | 1                              | 0                              | -               | -               | -                        | -                        | -        | -        | 7     | 0     |
| 2009-2010             | Benfica Lisbonne      | Liga Sagres           | 26          | 0           | 6                     | 2                     | -          | -          | C3                             | 13                             | 1                              | -               | -               | -                        | -                        | 8        | 0        | 53    | 3     |
| 2010-2011             | Benfica Lisbonne      | Liga Sagres           | 23          | 2           | 8                     | 1                     | 1          | 0          | C1+C3                          | 6+8                            | 2+0                            | -               | -               | -                        | -                        | 7        | 0        | 53    | 5     |
| Sous-total            | Sous-total            | Sous-total            | 52          | 2           | 20                    | 3                     | 1          | 0          | -                              | 28                             | 3                              | -               | -               | -                        | -                        | 15       | 0        | 116   | 8     |
| 2007-2008             | CD Nacional (prêt)    | Liga Sagres           | 16          | 4           | -                     | -                     | -          | -          | -                              | -                              | -                              | -               | -               | -                        | -                        | -        | -        | 16    | 4     |
| Sous-total            | Sous-total            | Sous-total            | 16          | 4           | -                     | -                     | -          | -          | -                              | -                              | -                              | -               | -               | -                        | -                        | -        | -        | 16    | 4     |
| 2008-2009             | Real Saragosse (prêt) | Liga Adelante (D2)    | 1           | 0           | -                     | -                     | -          | -          | -                              | -                              | -                              | -               | -               | -                        | -                        | -        | -        | 1     | 0     |
| Sous-total            | Sous-total            | Sous-total            | 1           | 0           | -                     | -                     | -          | -          | -                              | -                              | -                              | -               | -               | -                        | -                        | -        | -        | 1     | 0     |
| 2008-2009             | Rio Ave FC (prêt)     | Liga Sagres           | 16          | 3           | -                     | -                     | -          | -          | -                              | -                              | -                              | -               | -               | -                        | -                        | -        | -        | 16    | 3     |
| Sous-total            | Sous-total            | Sous-total            | 16          | 3           | -                     | -                     | -          | -          | -                              | -                              | -                              | -               | -               | -                        | -                        | -        | -        | 16    | 3     |
| 2011-2012             | Real Madrid           | Liga BBVA             | 20          | 0           | 3                     | 0                     | 2          | 0          | C1                             | 8                              | 0                              | -               | -               | -                        | -                        | 12       | 1        | 45    | 1     |
| 2012-2013             | Real Madrid           | Liga BBVA             | 16          | 1           | 5                     | 0                     | 1          | 0          | C1                             | 8                              | 0                              | -               | -               | -                        | -                        | 9        | 1        | 39    | 2     |
| 2013-2014             | Real Madrid           | Liga BBVA             | 10          | 0           | 4                     | 0                     | -          | -          | C1                             | 6                              | 0                              | -               | -               | -                        | -                        | 10       | 2        | 30    | 2     |
| 2014-2015             | Real Madrid           | Liga BBVA             | 9           | 0           | 1                     | 0                     | 1          | 0          | C1                             | 4                              | 0                              | 1               | 0               | 1                        | 0                        | 4        | 1        | 21    | 1     |
| 2016-2017             | Real Madrid           | Liga BBVA             | 1           | 0           | 1                     | 0                     | -          | -          | C1                             | 2                              | 0                              | -               | -               | -                        | -                        | -        | -        | 4     | 0     |
| Sous-total            | Sous-total            | Sous-total            | 55          | 1           | 13                    | 0                     | 4          | 0          | -                              | 26                             | 0                              | 1               | 0               | 1                        | 0                        | 35       | 5        | 135   | 6     |
| 2015-2016             | AS Monaco (prêt)      | Ligue 1               | 15          | 3           | 1                     | 0                     | -          | -          | C3                             | 3                              | 0                              | -               | -               | -                        | -                        | 1        | 0        | 20    | 3     |
| Sous-total            | Sous-total            | Sous-total            | 15          | 3           | 1                     | 0                     | -          | -          | -                              | 3                              | 0                              | -               | -               | -                        | -                        | 1        | 0        | 20    | 3     |
| 2017-2018             | Sporting CP (prêt)    | Liga Sagres           | 11          | 1           | 1                     | 0                     | -          | -          | C1                             | 6                              | 0                              | -               | -               | -                        | -                        | 1        | 0        | 19    | 1     |
| Sous-total            | Sous-total            | Sous-total            | 11          | 1           | 1                     | 0                     | -          | -          | -                              | 6                              | 0                              | -               | -               | -                        | -                        | 1        | 0        | 19    | 1     |
| Total sur la carrière | Total sur la carrière | Total sur la carrière | 198         | 19          | 35                    | 3                     | 5          | 0          | -                              | 67                             | 3                              | 1               | 0               | 1                        | 0                        | 53       | 5        | 360   | 30    |

### Buts en sélection
| # | Date         | Lieu                               | Adversaire           | Score | Résultat | Compétition                       |
| - | ------------ | ---------------------------------- | -------------------- | ----- | -------- | --------------------------------- |
| 1 | 11 août 2011 | Stade de l'Algarve, Faro           | Luxembourg           | 3-0   | 5-0      | Match amical                      |
| 2 | 22 mars 2013 | Stade Ramat Gan, Tel Aviv-Jaffa    | Israël               | 3-3   | 3-3      | Éliminatoires Coupe du monde 2014 |
| 3 | 5 mars 2014  | Stade Dr. Magalhães Pessoa, Leiria | Cameroun             | 3-1   | 5-1      | Match amical                      |
| 4 | 10 juin 2014 | MetLife Stadium, East Rutherford   | République d'Irlande | 5-1   | 5-1      | Match amical                      |
| 5 | 29 mars 2015 | Estádio da Luz, Lisbonne           | Serbie               | 2-1   | 2-1      | Éliminatoires Euro 2016           |

## Palmarès

### En club
| - Benfica Lisbonne - Championnat du Portugal : - Vainqueur : 2010 - Vice-champion : 2011 - Coupe de la Ligue : - Vainqueur : 2010 et 2011 - Supercoupe du Portugal : - Vainqueur : 2001 et 2003 |  | - Real Madrid - Championnat d'Espagne : - Vainqueur : 2012 et 2017 - Vice-champion : 2013 et 2015 - Coupe d'Espagne : - Vainqueur : 2014 - Finaliste : 2013 - Supercoupe d'Espagne : - Vainqueur : 2012 - Finaliste : 2014 - Ligue des champions : - Vainqueur : 2014 et 2017 - Supercoupe d'Europe : - Vainqueur : 2014 - Coupe du monde des clubs : - Vainqueur : 2014 |

### Distinctions personnelles
- Joueur de l'année du Benfica Lisbonne en 2011.
- Membre de l'équipe type de l'Euro 2012

## Vie privée
Il est marié avec Andreia Santos. Ils sont les parents d'une petite Vitória née le 11 juillet 2011. Il est devenu père pour la deuxième fois le 1er août 2014, d'un petit garçon, prénommé Henrique.
Le 2 décembre 2016 est révélée son implication dans le scandale Football Leaks.